# Ічкеринська битва
Ічкеринська битва (1842) — спроба генерала Ґраббе взяти столицю імама Шаміля в Дарґо під час муридської війни. Він зазнав невдачі через труднощі переміщення великої сили через ліс.
Після його поразки в Ахульго (1839) Шаміль встановив нову штаб-квартиру в Дарго у лісистій долині в Чечні близько 33 км (21 миль) на південь від російських ліній. Регіон називався Ічкерія. В кінці 1841 граф Ґраббе відвідав Санкт-Петербург й переконав Миколу I надати йому сили на лівий фланг й на північ Дагестану, тобто область, на північ і на схід від Дарго. Принаймні з 21 березня 1842 року Шаміль та більшість його вояків боролися в Казі-Кумухі близько 115 кілометрів (71 миль) на південний схід від Дарго. Ґраббе вирішив атакувати столицю Шаміля за його відсутності.
Наміром Ґраббе було йти швидко на південь до Дарго, знищити його, а потім рухатися на південь через гори і взяти Анді і Гумбет. У нього було 10 000 осіб і 24 гармат. Розміри його сили працювали проти нього. Для того, щоб утримувати його обоз, йому потрібна була велика кількість возів і 3000 коней. Через погані дороги або маршрути, через ліс обоз розтягнувся на кілька верст і відволік половину своєї сили, щоб охороняти його з обох сторін. З кількома батальйонами авангарду і ар'єргарду, різні частини лінії не могли захистити один одного. На додаток до пагорбів і річок горяни почали будувати барикади і встановлювати засідки.
30 травня (далі за старим стилем), Ґраббе покинув Герзель в 33 км (21 миль) на північ від Дарго. Він пішов на південь вздовж лівого берега річки Аксай, тим же маршрутом, як відступ Воронцова в 1845. У той день він зробив тільки 7 жилетів проти без опору.
В ту ніч йшов сильний дощ, що робив дороги гірше. На другий день вони пройшли 12 верст за 15 годин, ведуть бій увесь шлях. Вони були змушені стати табором на ніч на безводній рівнині. На третій день вони пройшли тільки 6 верст. Число противника збільшилося під 2000, дороги стали гіршими, барикади частішими, військам не вистачало води протягом двох днів, було вже кілька сотень поранених і хаос збільшувався щогодини. У ніч на третій день (1 червня) Ґраббе побачив, що подальше просування було неможливе, і віддав наказ відступати по тій же дорозі.
Відступ був ще гіршим. Це зумовило необхідність залишення, або, де це можливо, знищення всього, що б уповільнило їх рух. Відступ став дезорганізованим і з'явилася загроза розгрому. 4 червня (шостий день) вони повернулися в Герзель, втративши 66 офіцерів, 1700 осіб, одну польову гармату і майже всю їхню провізію і припаси.
Коли Шаміль почув про рух Ґраббе, він відмовився від своєї, можливо, невдалої кампанії і поспішив назад в Чечню. Коли він прибув, бій уже закінчився. Наслідки невдачі Ґраббе були ще більшими, тому що він зіткнувся тільки з місцевим набором двох наїбів — Шу ’Айб і Уллубей. Через місяць Ґраббе зробив невдалий похід проти Іґалі на Андійське Койсу. Після цього він був звільнений від командування за власним бажанням. Свідком повернення Ґраббе був князь Чернишов, військовий міністр. Це сприяло рішенню Миколи заборонити всі великі нальоти у внутрішній частині, як політику, яка не працювала добре.